# Algavské Alpy

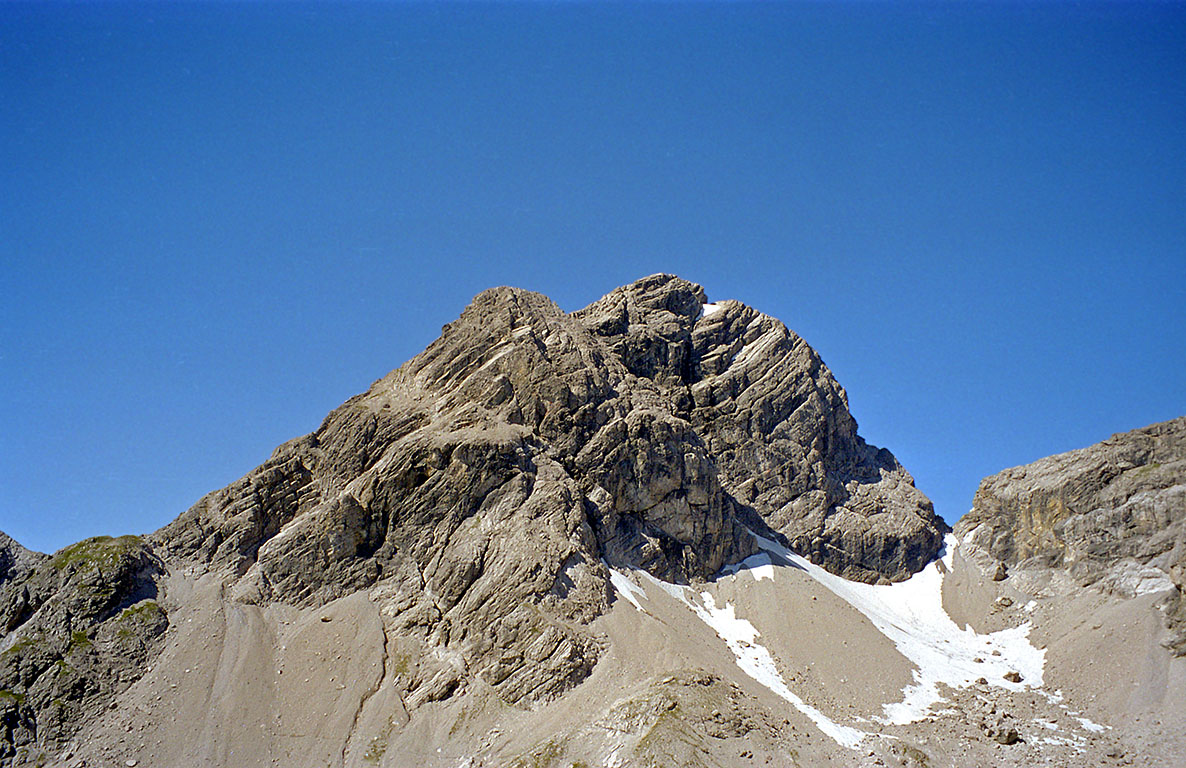
nejvyšší vrchol pohoří-Grosser Krotenkopf

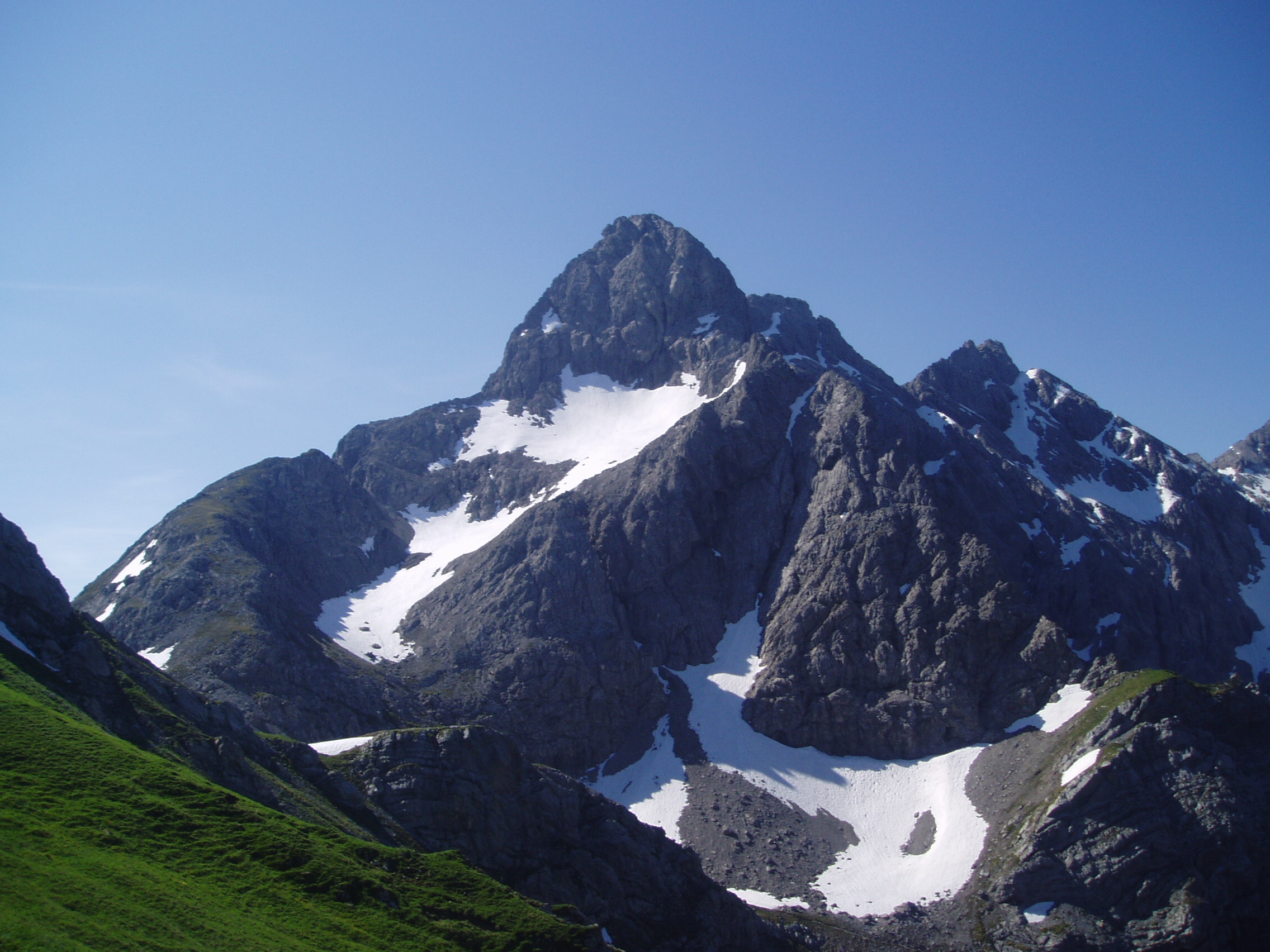
Trettachspitze - 2595 m

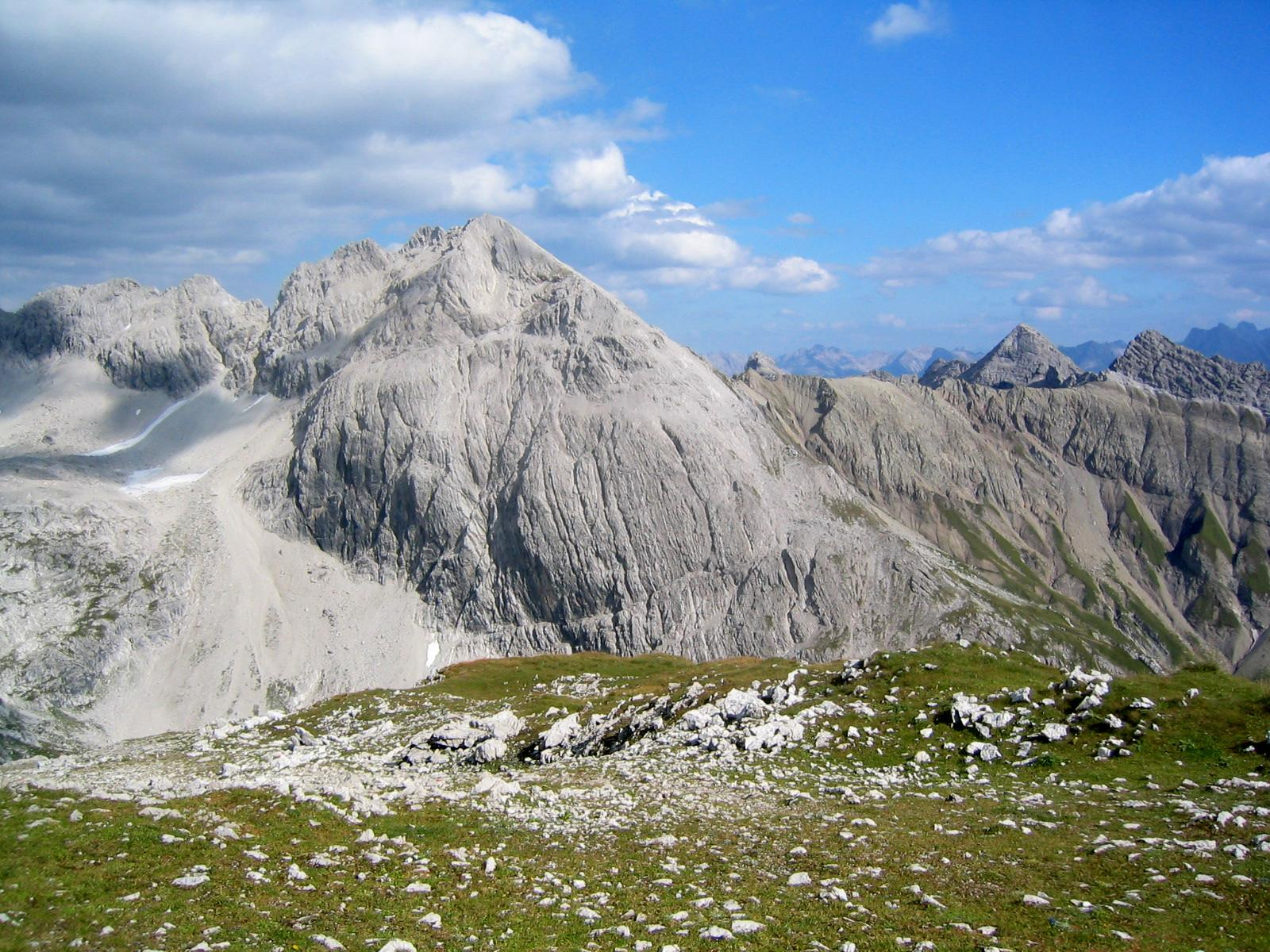
Hohes Licht - 2651 m

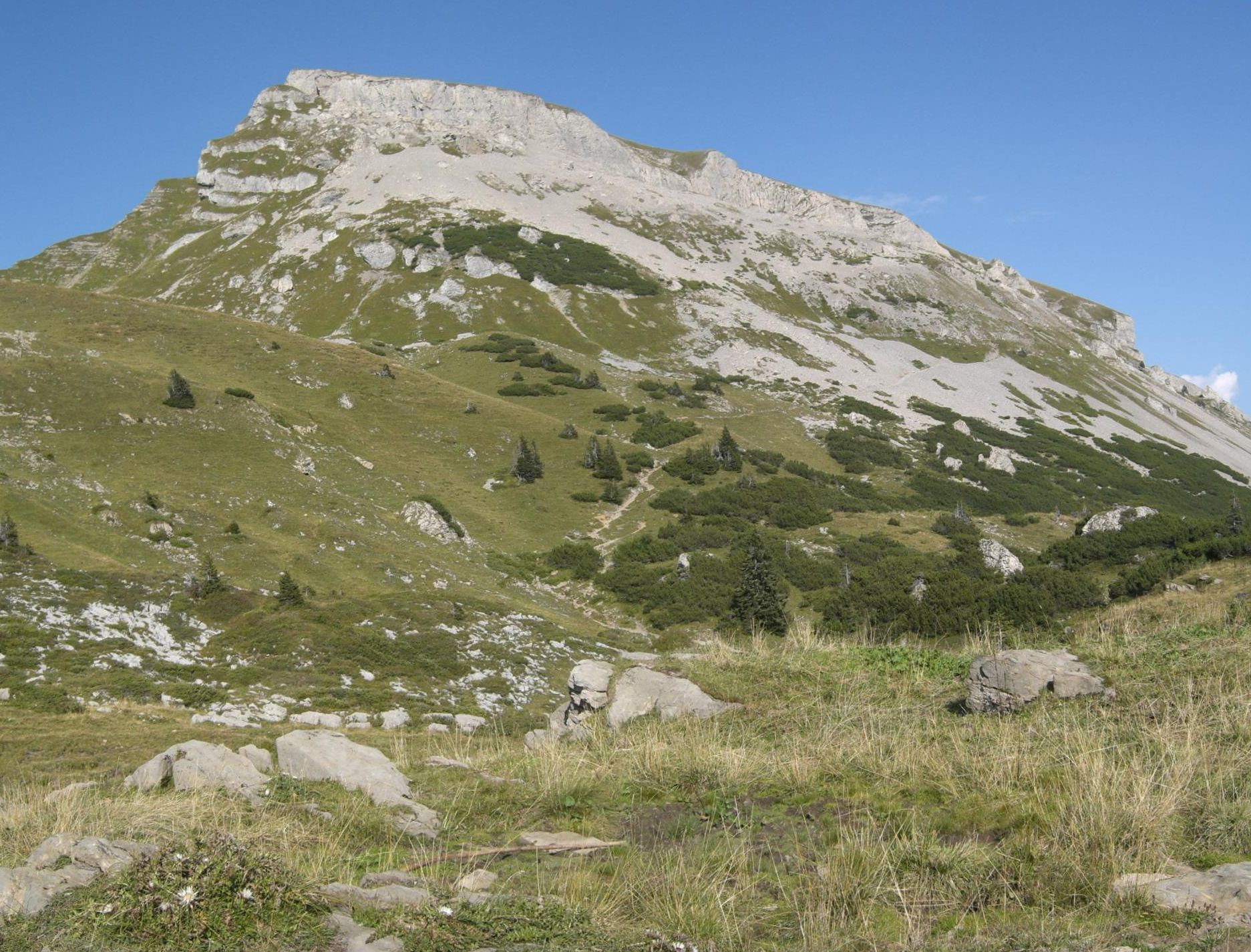
Hoher Ifen - 2232 m

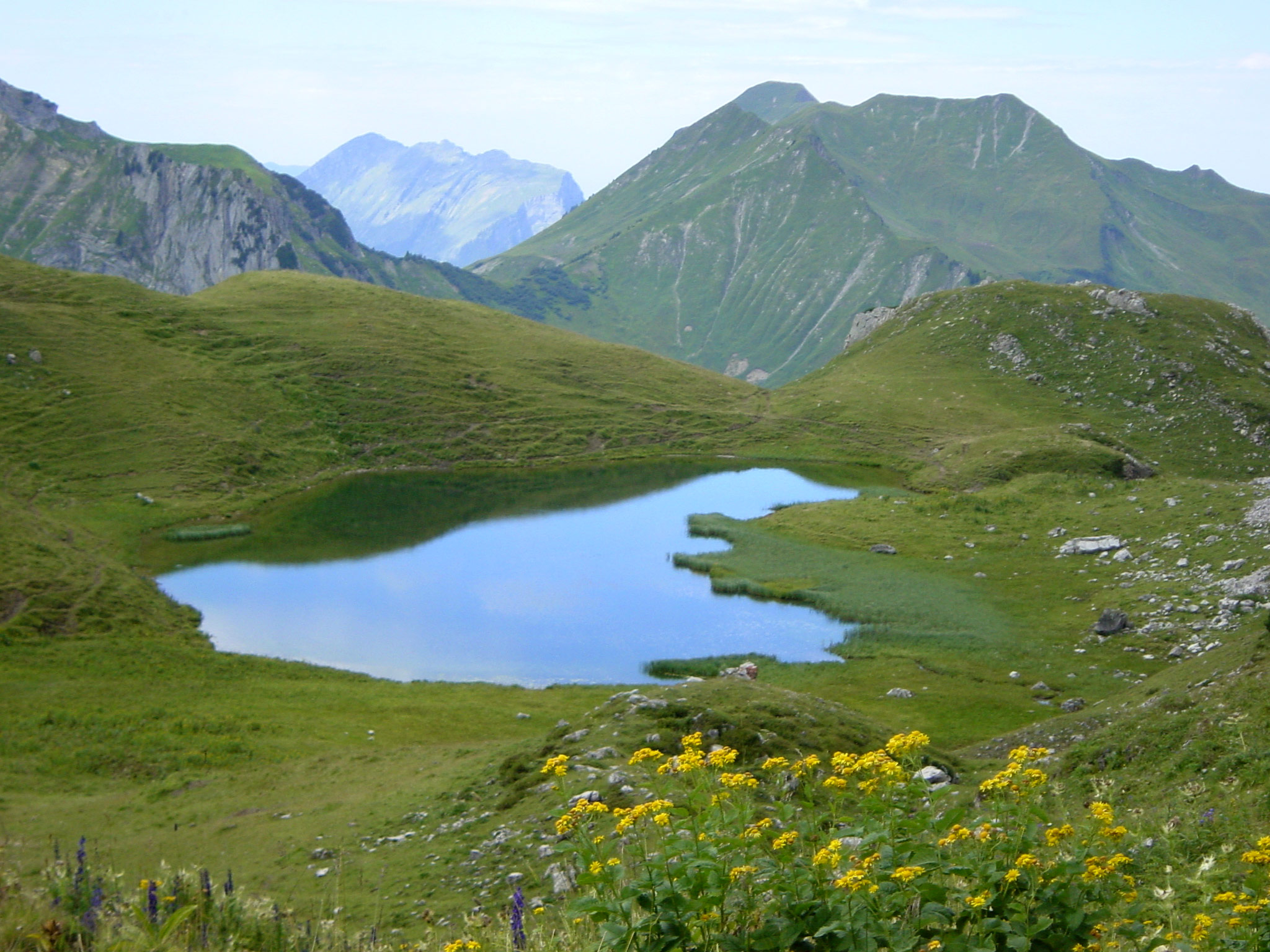
Hochalpsee v údolí Kleinwalsertal

Algavské Alpy jsou vápencové pohoří ležící na území Německa (Bavorsko a Bádensko-Württembersko) a Rakouska (Vorarlbersko a Tyrolsko). Tvoří na vápencové hory poněkud nezvykle souvislý hřeben, z něhož vystupují jednotlivé štíty. Mnohé z nich jsou přístupné po zajištěných cestách. Nejvyšším vrcholem je Großer Krottenkopf (2657 m) ležící na rakouské straně.

## Geologie
Algavské Alpy jsou budovány z usazených hornin. Africká kontinentální deska byla tlakem nasunuta na eurasijskou desku což způsobilo vodorovné vrásnění. Tím se stalo to, že zde leží starší horniny na mladších vrstvách. Hlavním stavebním prvkem je tvrdý dolomit a vápenec.

## Poloha
Jen na východě, jihovýchodě a jihu je vymezení pohoří jednoznačné. Řeka Lech zde tvoří hranice takřka již od jejího pramene. Na jihozápadě tvoří potok Krumbach hranici pohoří až k silničnímu sedlu Hochtannbergpass (1675 m). Hranice probíhá dále říčky Bregenzer Ache do obce Rehmen. Hranice Algavských Alp s masivem Bregenského lesa na západě není orograficky vůbec jasná. V roce 1984 publikoval horský spolek Alpenverein publikaci „Východní - Alpy“, kde byla hranice popsaná takto: od obce Rehmen podél potoka Rehmerbach a vzhůru až do sedla Stogger Sattel. Potom klesá dolů podél potoků Ostergundenbach, Schönenbach a Subersach a ústí do říčky Bregenzer Ache která teče až do Bodamského jezera. Na severu je ohraničení Algavských Alp dost členité. Jedna část hranice vede podél potoka Weissach vlévajícího se do Bregenzer Ache u obce Müselbach. Dále na sever hranici tvoří jezero Alpsee u města Immenstadt, dále prochází skrz obce Rettenberg, Wertach, Nesselwang a končí v Pfronten -Ried. Dalším městem již na severovýchodní hranici Algavských Alp je město Vils (Rakousko) a nejvýchodněji leží trojmezní město Reutte, které spojuje Algavské Alpy s Ammergauskými a Lechtalskými Alpami.

## Topografie a členění
Hlavní hřeben Algavských Alp Hornbachkette, se nenalézá v zeměpisném středu masivu jak je obvyklé, ale u jižního a jihovýchodního kraje. Z toho vyplývá, že na sever a severozápad jsou rozsochy a údolí delší než je tomu na jihu. To má konkrétní dopady na horskou turistiku, kdy jsou nástupy z jihu mnohem kratší a hory jsou odsud dostupnější a vrcholy zvládnutelné během kratší doby. Několik údolí je zpřístupněných po mýtných silnicích. Například pod vrchol Hochvogel, ležící v centrálním hřebeni, vede silnice od jihu 3 km daleko a ze severu je až 11 km dlouhá. Západní částí masivu Algavských Alp hlavní hřeben neprochází. Z Fellhornu (2038 m) po vrchol Widderstein se jedná jen o jakýsi nesouvislý horský pás. Zcela na západě se také nalézá místní zvláštnost, kterou je vysoko vyzdvižené vápencové plató Ifen (2232 m) složené z křídových hornin. Dále na severu na něj navazuje skupina Nagelfluhkette. Zde se již výška hor podstatně snižuje a ztrácí svůj velehorský ráz. Zcela na severovýchodě pohoří je ještě malá skupina Tannheimer Berge poblíž města Reutte.

## Nejvyšší vrcholy
| - Großer Krottenkopf (2657 m) - Hohes Licht (2652 m) - Hochfrottspitze (2649 m) - Mädelegabel (2644 m) - Urbeleskarspitze (2632 m) - Steinschartenkopf (2615 m) - Marchspitze (2610 m) - Bretterspitze (2609 m) - Bockkarkopf (2608 m) - Biberkopf (2600 m) | - Trettachspitze (2595 m) - Hochvogel (2591 m) - Großer Widderstein (2533 m) - Rauheck (2385 m) - Geißhorn (2366 m) - Schafalpenköpfe (2320 m) - Großer Daumen (2280 m) - Leilachspitze (2276 m) - Schneck (2268 m) - Höfats (2259 m) |  |

## Vodstvo
Algavské Alpy odvodňuje soustava tří řek. V centrální části se o to stará řeka Iller, která se vlévá do Dunaje. V jižní a východní části odvádí vodu z pohoří Lech rovněž vlévající se do Dunaje. Západ odvodňuje potok Bregenzer Ache směřující do Bodamského jezera a dále do Rýna. Přes Algavské Alpy se táhne hlavní evropské rozvodí Severního moře a Černého moře. Algavské Alpy nejsou příliš bohatá na jezera jako mnohá jiná alpská pohoří (Nízké Taury). Těmi největšími jsou: Alpsee, Vilsalpsee, Haldensee, Seealpsee a Freibergsee a Geissalpsee. V pohoří nalezneme ještě několik desítek menších ples. Srovnání ale snesou třeba s Pyrenejemi či kalifornskou Sierrou Nevadou.
Ledovec
Přestože je průměrná výška v Alpách, po kterou klesá spodní hrana ledovce kolem 2800 - 3000 m, je výška, zachovaly si dodnes Algavské Alpy jeden opravdový ledovec. Jedná se o Schwarzmilzferner. Nalézá v hlavním hřebeni na jižní straně vrcholu Madelegabel a jihovýchodním svahu Hochfrottspitze. Jsou dva jasné důvody pro existenci tohoto ledovce až do dneška. V místě kde ledovec leží je mírný sklon svahu o poměrně velké ploše. Tato plocha je zastíněná jihovýchodní skalní stěnou Hochfrottspitze a tudíž po celý den bez slunečních paprsků. Dalším důležitým faktorem je většinou obrovská sněhová pokrývka, zahalující každoročně Algavské Alpy. Cesta Heilbronner Weg vede přímo po ledovci Schwarzmilzferner. Pro nepřítomnost trhlin však není nebezpečná a její překonání nevyžaduje ledovcovou výzbroj. Vlivem současného trendu oteplování klimatu se i Schwarzmilzferner zmenšuje a předpověď je, že do 25 let zmizí nadobro.

## Turismus

### Infrastruktura

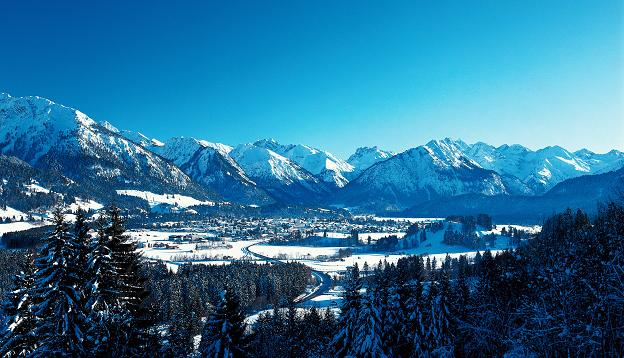
Oberstdorf

Algavské Alpy jsou spojeny či odděleny od sousedních pohoří silnicemi. Mezi průsmykem Riedbergpass a údolím Tannheimer Tal se táhne silnice v délce 65 km podél celého hlavního hřebene. Riedbergpass (1406 m) spojuje údolí Illertal s Bregenzským lesem. Nejdůležitější spojnicí vedoucí přes masiv je silnice č. 308 vedoucí z Reutte do německého Sonthofenu, jenž překonává ve výšce 1180 m a stoupáním 7% silniční sedlo Oberjoch. Nejvyšším průsmykem pohoří je Hochtannbergpass (1676 m). Ten od sebe odděluje údolí Lechtal a Bregenzer Tal a je zároveň rozvodím Rýna a Dunaje.
Zajímavé je údolí Tannheimer Tal dosažitelná pouze přes průsmyky (Oberjoch, Gaichtpass). Z vesnice Bizau vede do nitra západního masivu pohoří mýtná silnice až ke stavením Schönenbach. Turisticky nejnavštěvovanější je údolí Kleinwalsertal a známé zimní středisko Oberstdorf.

### Horské chaty

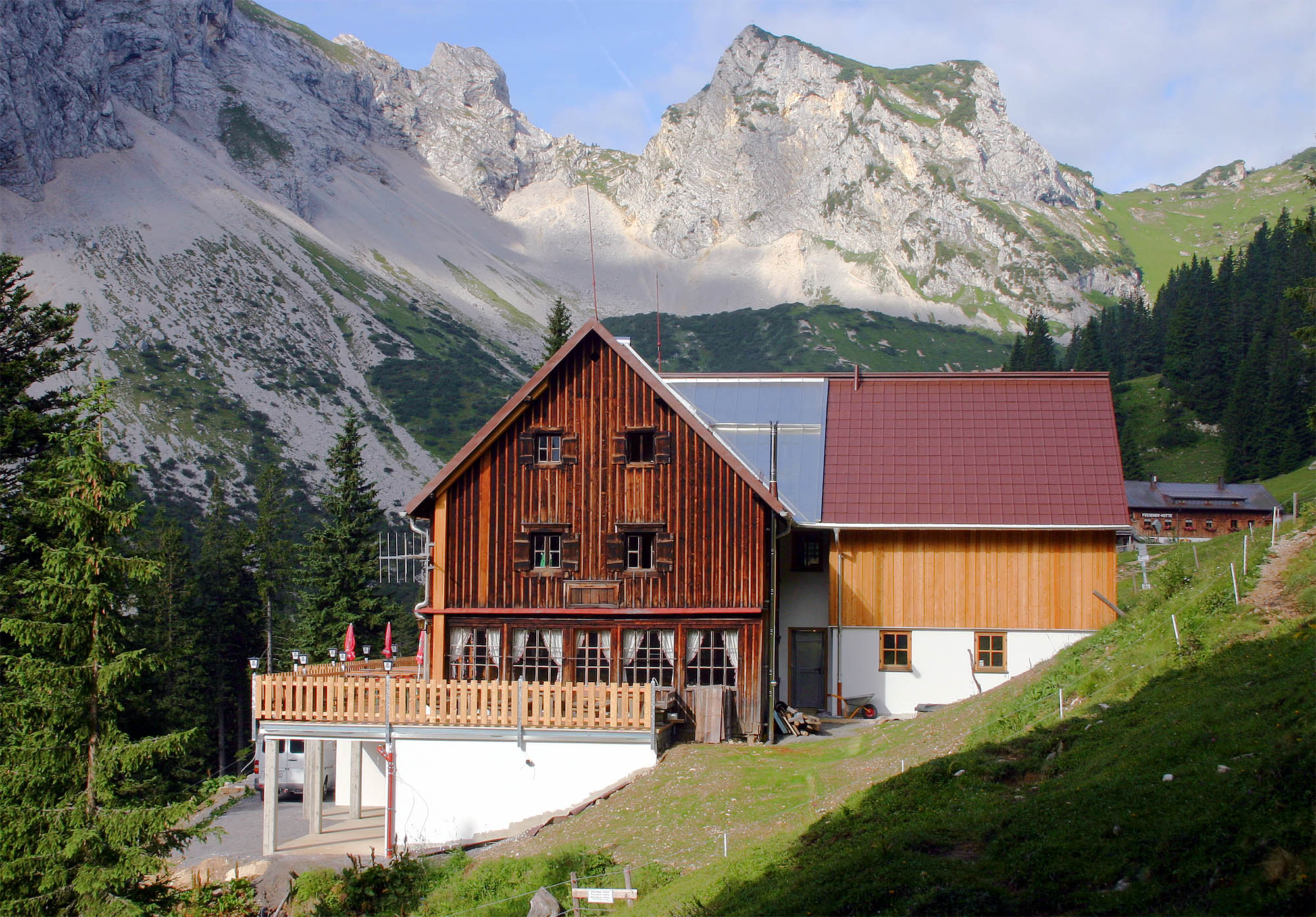
Otto-Mayr-Hütte

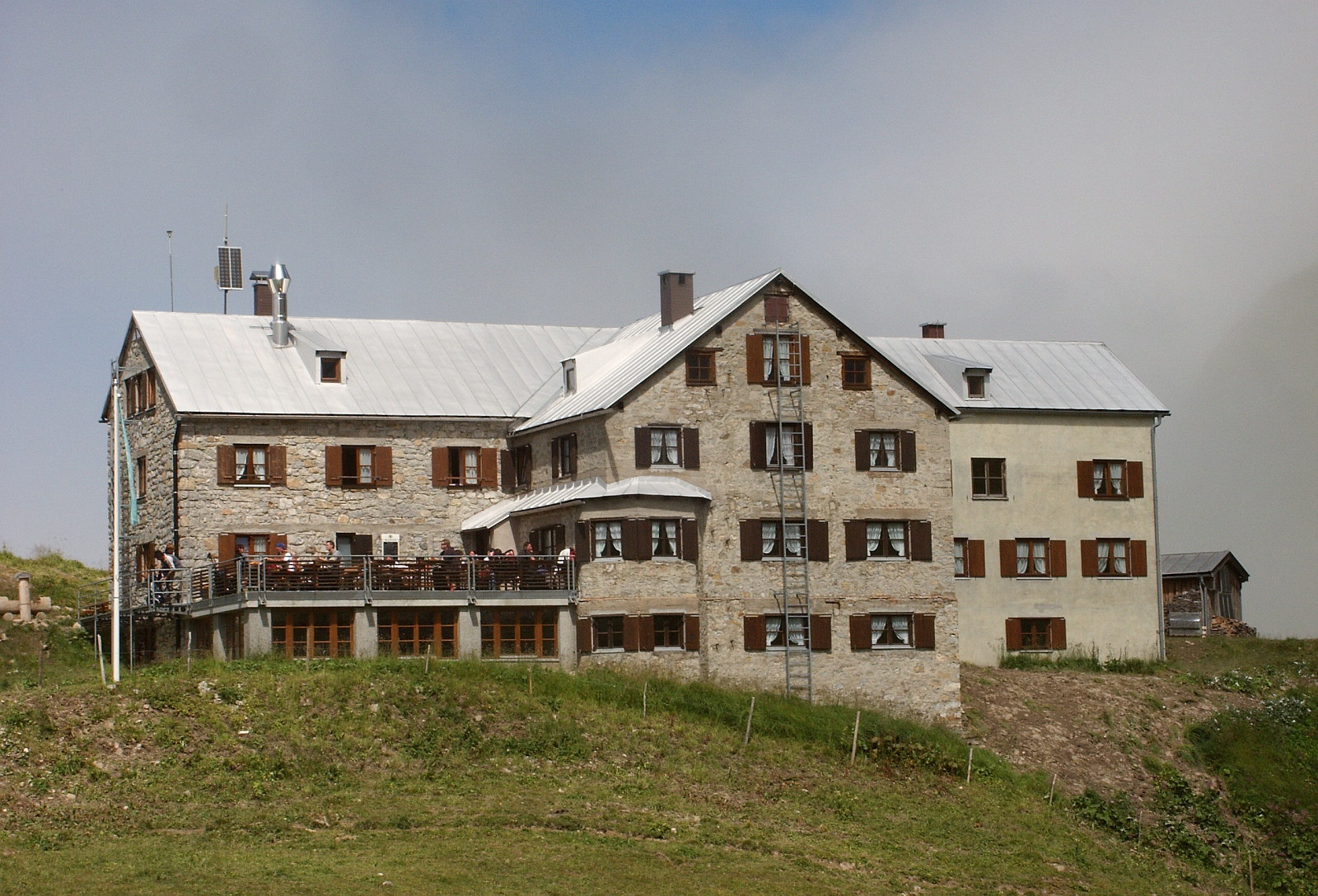
Rappenseehütte

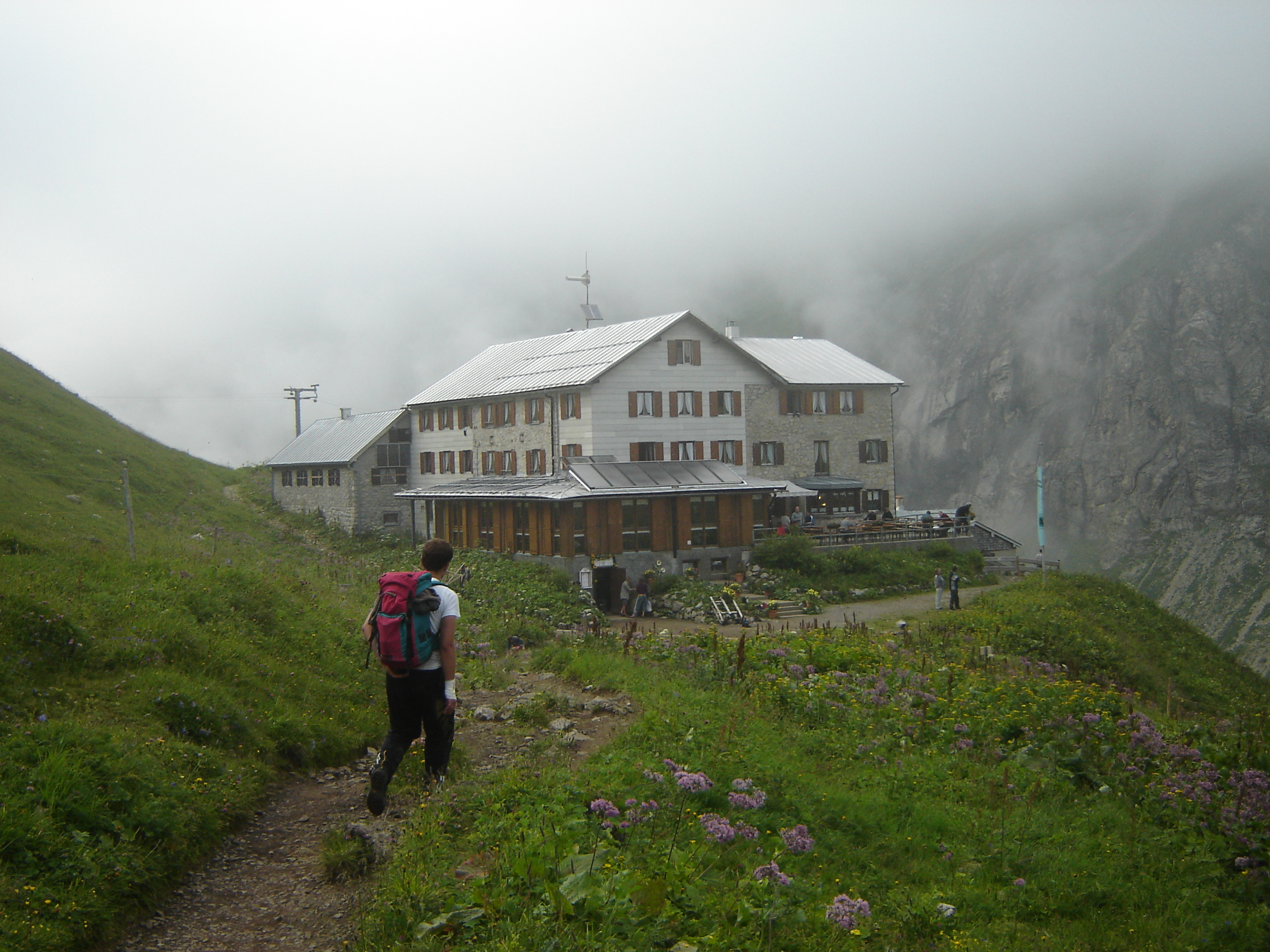
Kemptnerhütte

V Algavských Alpách je turistům k dispozici celkem 25 horských chat. Většina z nich se nalézá ve velehorách a je dostupná jen několikahodinovými pěšími túrami. Některé chaty jsou situovány v údolí. Nejvýše leží Herman-von-Barth-Hütte (2131 m). Největší kapacitu má obrovská chata Rappenseehütte s více než 350 lůžky.
- Bad Kissinger Hütte(1792 m), otevřena od začátku května do konce října, 65 lůžek, délka výstupu: Pfronten-Steinach 2 hod.
- Edmund-Probst-Haus (1930 m), otevřena od konce května do poloviny října, v zimě jen o víkendech, 125 lůžek, délka výstupu: Oberstdorf 3 hod.
- Fiderepasshütte (2067 m), otevřena od konce května do poloviny října, winterraum s 10 místy, 100 lůžek, délka výstupu: Mittelberg 2 hod.
- Gimpelhaus (1659 m), otevřena od května do října, 220 lůžek, délka výstupu: Nesselwängle 1,5 hod.
- Grüntenhaus (1540 m), otevřena jen přes léto (mimo pondělí) a v zimě jen o víkendech
- Haldenseehaus (1150 m), otevřena celoročně, 100 lůžek
- Haus Schattwald (1100 m), otevřena celoročně, 42 lůžek, výstup od Schattwald, části města Fricken
- Hermann-von-Barth-Hütte (2131 m), otevřena od poloviny června do konce října, 53 lůžek, délka výstupu: Elbigenalp 3,15 hod.
- Kaufbeurer Haus (2007 m), otevřena od jara do svatodušních svátků, 50 lůžek, Winterraum s 14 místy, délka výstupu: Hinterhornbach 2,75 hod.
- Kemptner Hütte (1846 m), otevřena od poloviny června do poloviny října, 85 285 lůžek, winterraum s 26 místy, délka výstupu: Oberstdorf 3 hod.
- Landsberger Hütte (1810 m), bewirtschaftet otevřena od jara do poloviny října, 200 lůžek, winterraum s 16 místy, délka výstupu: Tannheim 1,5 hod.
- Mahdtalhaus (1100 m), celoročně otevřena, 34 lůžek, délka výstupu: Riezlern 0,25 hod.
- Mindelheimer Hütte (2058 m), otevřena od poloviny června do poloviny října, 120 lůžek, winterraum s 12 místy und AV-Schloss, délka výstupu: Mittelberg 3 hod.
- Otto-Mayr-Hütte (1530 m), otevřena od konce května do konce října, 84 lůžek, délka výstupu: Musa, lanovka 1 hod.
- Otto-Schwegler-Hütte (1070 m), celoročně otevřena, 50 lůžek, délka výstupu: Gunzesried 0,5 hod.
- Prinz-Luitpold-Haus (1846 m), otevřena od začátku června do konce října, 162 lůžek, winterraum s 16 místy, délka výstupu: Hinterstein 3 hod.
- Rappenseehütte (2091 m), otevřena od poloviny června do poloviny října, 342 lůžek, winterraum s 30 místy, délka výstupu: Oberstdorf 2,5 hod.
- Ravensburger Haus (950 m), celoročně spravována, 50 lůžek, délka výstupu: Steibis 0,25 hod.
- Schwarzenberghütte (1380 m), 42 lůžek, délka výstupu: Hinterstein 0,75 hod.
- Schwarzwasserhütte (1620 m), otevřena od poloviny června do poloviny října a v zimě od Vánoc do poloviny března, 71 lůžek, délka výstupu: Hirschegg 1,5 hod.
- Staufner Haus (1634 m), otevřena od konce května do konce října, 86 lůžek, délka výstupu: Steibis, stanice lanovky Hochgratbahn-Bergstation 0,25 hod.
- Tannheimer Hütte (1760 m), otevřena od května do října, 22 lůžek, délka výstupu: Nesselwängle 1,5 hod. (Roku 2022 se nachází v rekonstrukci.)
- Waltenberger-Haus (2085 m), otevřena od poloviny května do poloviny října, 66 lůžek, délka výstupu: Oberstdorf 3 hod.
- Willi Merkl-Gedächtnis-Hütte (1550 m), otevřena od poloviny května do poloviny října, 38 lůžek, délka výstupu: Musau, stanice lanovky Füssener-Jöchl-Bahn: 1 hod.